# Добринская волость (Усманский уезд)
До́бринская во́лость — административно-территориальная единица Усманского уезда Тамбовской губернии (с 4 января 1923 — Воронежской) губернии с центром в селе Добринка.  

## География
Расположена в центральной части Усманского уезда.

## История
Образовалась в  1918 году  путем выхода из состава Талицкой  волости.  Первоначально  состав волости образовали следующие населенные пункты: Добринка, Чуевка, Талицкие Высылки и Воскресенка. 
Декретом ВЦИК «Об изменениях в составе Тамбовской губернии» от 4 января 1923 г. волость  передана в Воронежскую губернию.
В 1924 год     волость   состояла из 17 сельсоветов    с  70 населенными пунктами.
В 1925 году произошло укрупнение волостей. Количество сельсоветов увеличилось до 19 с  120  населенными пунктами.
Волость ликвидирована в 1928  году с образованием  Добринского района Борисоглебского округа Центрально-Чернозёмной области. 